# Ángel Cruz Jaca
Ángel Cruz Jaca Legorburu, también conocido como Ángel Cruz Jaka Legorburu (Zumárraga, 13 de septiembre de 1914- íb., 19 de junio de 2005) fue un historiador español.
Es recordado como el promotor en la década de 1960 del grupo cultural vasco conocido como la Academia Errante y como historiador local de la comarca guipuzcoana del Alto Urola.

## Biografía
Nació en 1914 en la localidad de Zumárraga (Guipúzcoa). Solo tuvo una formación escolar básica, ya que con 13 años empezó a trabajar en una fábrica de muebles. Tras la guerra civil española trabajó en una fábrica de cestería de su familia y posteriormente durante cerca de 4 décadas como mensajero y recadista en San Sebastián. Interesado desde su juventud en la historia, tuvo una formación autodidacta.

### La Academia Errante
En su trabajo como recadista conoció y trabó amistad con numerosos intelectuales y se introdujo en los círculos intelectuales guipuzcoanos de la época. La Academia Errante fue una iniciativa cultural surgida en la Provincia de Guipúzcoa a mediados de la década de 1950. A iniciativa de Ángel Cruz Jaca y de Luis Peña Basurto se comenzaron a organizar en 1956 sesiones culturales en las que participaban destacadas personalidades de la intelectualidad vasca de la época. Ángel Cruz Jaca organizaba las sesiones y proponía a los participantes de las reuniones diversos temas de reflexión relacionados con el País Vasco, que los miembros de la Academia preparaban y presentaban en las reuniones que ésta efectuaba. Las reuniones se realizaban en días festivos, en fondas discretas y apartadas de pequeños pueblos y en torno a una mesa. El carácter itinerante, semiclandestino y anárquico de las reuniones hizo que se ganaran el apelativo de Academia Errante. A este grupo pertenecieron significativas personalidades, como Koldo Mitxelena, José Miguel de Barandiarán, Jorge Oteiza, Luis Martín-Santos, José María Busca Isusi o Julio Caro Baroja, entre otros muchos escritores, intelectuales o profesionales liberales, de todo tipo de ideología política. Los trabajos desarrollados por la Academia dieron como fruto la publicación de varios libros.
En 1964 Jaca decidió no convocar más esos encuentros debido al acoso que recibía de la policía franquista recelosa del carácter que podían llegar a tomar esas reuniones de intelectuales, aunque en 1968 volvió a convocar algunas de estas reuniones en su domicilio particular con un reducido número de participantes.

### Labor como historiador
En paralelo con su actividad laboral y también una vez que se hubo jubilado, realizó una labor de investigación documental e histórica. Aunque escribió multitud de artículos sobre la historia de Euskal Herria, el grueso de su trabajo lo dedicó a la historia de su localidad natal, Zumárraga, y de la vecina localidad de Villarreal de Urrechua, que le granjearon un importante reconocimiento.
Publicó a lo largo de su vida 7 monografías centradas en la historia de Zumárraga y Villarreal de Urrechua, así como en la vida de importantes personajes locales como José María Iparraguirre, Nicolás de Soraluce, Miguel López de Legazpi o la familia Ipenarrieta. Gran parte de su obra no ha sido publicada todavía.
Fue miembro de la Real Sociedad Bascongada de Amigos del País. El ayuntamiento de Villarreal de Urrechua le concedió la medalla de oro de la localidad y en marzo de 2005 el ayuntamiento de Zumárraga bautizó una barriada de la localidad con el nombre del historiador, Angel Cruz Jaka Auzunea. Tras su muerte, el ayuntamiento de Zumárraga instituyó el Premio de Investigación Histórica Angel Cruz Jaka dedicado a trabajos de investigación histórica relacionados con Zumárraga.
El historiador falleció el 19 de junio de 2005, a los 90 años de edad.

## Obras publicadas
- Sinfonía en Zumárraga. Banco de Vizcaya, 1967.
- Historia de los Ipenarrieta y sus casas-palacio. Ayuntamiento de Villarreal de Urrechua, 1978.
- Iparraguirre en el centenario de muerte. Fundación Kutxa Ediciones y Publicaciones, 1981.
- Ensayo para una historia de Urretxu. Confederación Española de Cajas de Ahorros, 1983.
- Don Nicolás de Soraluce y su tiempo. Editorial Itxaropena, 1984.
- El solar de los Legazpi. Diputación Foral de Gipúzkoa, 1992.
- La antigua Santa María de Zumárraga, catedral de las ermitas. Fundación Kutxa Ediciones y Publicaciones, 1994.